# François Zbinden
Pour les articles homonymes, voir Zbinden.
François Zbinden, né le 4 avril 1871 à Sciez et mort le 23 décembre 1936 à Nantes, est un peintre suisse, élève de Pierre Puvis de Chavannes.

## Biographie
François Zbinden est né en 1871 près du lac Léman d'un père suisse et d'une mère française. Il fut très jeune orphelin de père et sa mère travailla comme lingère pour lui payer ses études.
Élève de l'École des arts décoratifs de Genève, il fréquenta ensuite l'atelier de Puvis de Chavannes, dont il fut l'un des collaborateurs. Il admirait les peintres italiens de la Renaissance et plus particulièrement Fra Angelico. Tertiaire laïc franciscain, il fut guidé par une inspiration surtout religieuse.
Il se maria en 1901 à Nantes avec Eudoxie Rommé, nièce de Louis Debierre, et eut quatre enfants, dont une fille morte en bas âge et un fils qui se noya accidentellement.
Il réalisa en 1901-1902 les fresques de la basilique Notre-Dame-de-Bonne-Garde de Longpont-sur-Orge, dans lesquelles on retrouve l'influence de Puvis de Chavannes et celles de Fra Angelico et de la peinture italienne.
La loi de séparation de l'Église et de l'État puis la Grande Guerre entravèrent sa carrière naissante. Il fut l'auteur d'aquarelles aux couleurs délicates qui représentent surtout des paysages.
Il vécut à Antony au no 5 Villa Saint-Georges, puis au no 24 avenue Gabriel-Péri, de 1903 à 1917, avant de s'installer en Bretagne.
Paralysé en 1932 après être tombé d'un échafaudage, il mourut en 1936.